# Piotr Bogdanowicz (malarz)
Piotr Maria Bogdanowicz (ur. 20 marca 1943 w Warszawie) – polski malarz, pedagog, wykładowca akademicki i działacz oświatowy, założyciel Ogólnokształcącego Liceum Programów Indywidualnych (OLPI) im. Józefa Unruga oraz Liceum Sztuk Plastycznych im. Jacka Mydlarskiego w Gdańsku.

## Życiorys
W 1951 roku zamieszkał w Gdańsku, gdzie uczęszczał do szkoły podstawowej przy ul. Pestalozziego, a następnie do IX Liceum Ogólnokształcącego.
Początkowo studiował architekturę na Politechnice Gdańskiej, po dwóch latach przeniósł się na Wydział Malarstwa Państwowej Wyższej Szkoły Sztuk Plastycznych w Gdańsku, którą ukończył w 1969 roku z tytułem magistra sztuki.
W latach 1969-1970 był nauczycielem plastyki w V, VI i IX Liceum Ogólnokształcącym w Gdańsku. W latach 1976-1980 pełnił funkcję dyrektora oddziału Przedsiębiorstwa Państwowego Pracownie Sztuk Plastycznych w Gdańsku. W 1979 roku kierował budową Pomnika Obrońców Poczty Gdańskiej odsłoniętego z okazji 40. rocznicy wybuchu II wojny światowej. 
W latach 1980-1982 wykonywał wolny zawód jako malarz. Następnie był zastępcą prezesa Spółdzielni Pracy Artystów Plastyków „Format” (1982-1985), jej kierownikiem (1986-1990), a następnie dyrektorem Gdańskiego Liceum Ogólnokształcącego (1991-1992).
W roku 1992 założył Ogólnokształcące Liceum Programów Indywidualnych im. adm. Józefa Unruga w Gdańsku, którym kierował do 2022 roku. W 1997 współtworzył i prowadził Studium Animatorów Kultury w Gdańsku, a od 2002 roku był założycielem i dyrektorem Liceum Sztuk Plastycznych w Gdańsku - Oliwie. Od 16 czerwca 2017 pełni funkcję prezesa zarządu OLPI Sp. z o.o. W latach 2019–2023 pełnił funkcję przewodniczącego polskiego komitetu Międzynarodowego Stowarzyszenia Wychowania przez Sztukę (InSEA) oraz był członkiem rady nadzorczej tej organizacji. Jest założycielem i pierwszym prezesem gdańskiego koła Społecznego Towarzystwa Oświatowego.
Wieloletni wykładowca Akademii Sztuk Pięknych w Gdańsku, specjalizujący się w malarstwie i edukacji artystycznej. Autor podręczników do nauki plastyki: Człowiek i przestrzeń (1992), Człowiek i czas (1989), Człowiek i sztuka (1992), Dom i okolica (2000).
Został odznaczony Srebrnym Krzyżem Zasługi za kierowanie pracami związanymi z budową Pomnika Obrońców Poczty Polskiej w Gdańsku. W 2017 roku otrzymał Gdańską Nagrodę Równości im. Pawła Adamowicza, przyznawaną osobom działającym na rzecz równego traktowania i praw człowieka w Gdańsku.